# Milan-San Remo 2014
La 105e édition de Milan-San Remo a eu lieu le 23 mars 2014. Il s'agit de la 4e épreuve de l'UCI World Tour 2014.
La course a été remportée lors d'un sprint, comprenant vingt-cinq coureurs, par le Norvégien Alexander Kristoff (Katusha) devant le Suisse Fabian Cancellara (Trek Factory Racing) et le Britannique Ben Swift (Sky),,,,.
Fabian Cancellara termine donc pour la quatrième fois consécutive sur le podium de l'épreuve et finit également sur le podium des dix derniers monuments qu'il a achevé. Kristoff est le troisième coureur sur les quatre dernières éditions à remporter l'épreuve au sortir de Paris-Nice.
Grâce à sa victoire sur l'épreuve, Kristoff monte à la quatrième place de l'UCI World Tour toujours dominé par le Colombien Carlos Betancur (AG2R La Mondiale) tandis que l'équipe espagnole Movistar s'empare de la tête au classement par équipes et que l'Australie domine toujours celui par pays,.

## Présentation
Cette édition de Milan-San Remo a lieu le dimanche à la place du samedi comme depuis l'édition précédente. C'est la première classique de l'année mais également le premier des cinq monuments. Elle se déroule comme traditionnellement le week-end suivant la fin de Tirreno-Adriatico et relève toujours son lot de surprises sur son déroulement de course.

### Parcours
Initialement, l'organisateur décide de changer le parcours par rapport aux années précédentes avec la présence d'une nouvelle ascension, la montée de Pompeiana (5 km à 5 % avec un passage à 14 %), insérée entre la Cipressa et le Poggio afin de durcir le final de l'épreuve pour une longueur totale de 299 km,,. Cette nouvelle ascension proche de l'arrivée, prévue depuis une dizaine d'années, ne plait pas à tout le monde et surtout les sprinteurs mais aussi les amateurs de cyclisme puisque la course, réputée pour être gagnée par tous types de coureurs, change totalement la physionomie de son Histoire.
Cependant la Pompeiana ne sera finalement pas escaladée, du fait de l'état de la route à la suite de glissements de terrain survenus après de fortes pluies,,, qui la rend dangereuse et à la sécurité des spectateurs qui ne serait pas assurée. Le parcours redevient donc comme celui de 2013 moins avantageux pour les grimpeurs mais qui change la liste des favoris en remettant dans la course pour la victoire les sprinteurs.
Un autre changement est la suppression du Manie, situé habituellement à environ 90 km de l'arrivée, un monument fort de la course qui servait souvent de premier écrémage au sein du peloton qui donne donc un parcours plus simple que lors des dernières éditions, en reprenant l'ancien parcours.
Le tracé de la course se dessine donc avec un départ habituel de Milan pour arriver au bout de 138,4 km au sommet du Passo del Turchino situé, lui, à 160,6 km de l'arrivée. Ensuite viennent les Capi composés du Capo Mele, du Capo Cervo, du Capo Berta et de la Cipressa tous les quatre situés entre 62,3 km et 32,1 km avant de finir par le Poggio qui sera, comme traditionnellement, le juge de paix de cette édition avec son franchissement à 5 km de l'arrivée suivie d'une descente de quelques kilomètres pour un total de 294 km de course,,.

### Équipes
L'organisateur RCS Sport a communiqué la liste des équipes invitées le 16 janvier 2014. Vingt-cinq équipes participent à ce Milan-San Remo - dix-huit ProTeams et sept équipes continentales professionnelles :
| UCI ProTeams            | UCI ProTeams | UCI ProTeams |
| Nom de l'équipe         | Pays         | Code         |
| ----------------------- | ------------ | ------------ |
| AG2R La Mondiale        | France       | ALM          |
| Astana                  | Kazakhstan   | AST          |
| Belkin                  | Pays-Bas     | BEL          |
| BMC Racing              | États-Unis   | BMC          |
| Cannondale              | Italie       | CAN          |
| Europcar                | France       | EUC          |
| FDJ.fr                  | France       | FDJ          |
| Garmin-Sharp            | États-Unis   | GRS          |
| Giant-Shimano           | Pays-Bas     | GIA          |
| Katusha                 | Russie       | KAT          |
| Lampre-Merida           | Italie       | LAM          |
| Lotto-Belisol           | Belgique     | LTB          |
| Movistar                | Espagne      | MOV          |
| Omega Pharma-Quick Step | Belgique     | OPQ          |
| Orica-GreenEDGE         | Australie    | OGE          |
| Sky                     | Royaume-Uni  | SKY          |
| Tinkoff-Saxo            | Russie       | TCS          |
| Trek Factory Racing     | États-Unis   | TFR          |

| Équipes continentales professionnelles | Équipes continentales professionnelles | Équipes continentales professionnelles |
| Nom de l'équipe                        | Pays                                   | Code                                   |
| -------------------------------------- | -------------------------------------- | -------------------------------------- |
| Androni Giocattoli-Venezuela           | Italie                                 | AND                                    |
| Bardiani CSF                           | Italie                                 | BAR                                    |
| IAM                                    | Suisse                                 | IAM                                    |
| MTN-Qhubeka                            | Afrique du Sud                         | MTN                                    |
| Neri Sottoli                           | Italie                                 | NRI                                    |
| NetApp-Endura                          | Allemagne                              | TNE                                    |
| UnitedHealthcare                       | États-Unis                             | UHC                                    |

## Récit de la course

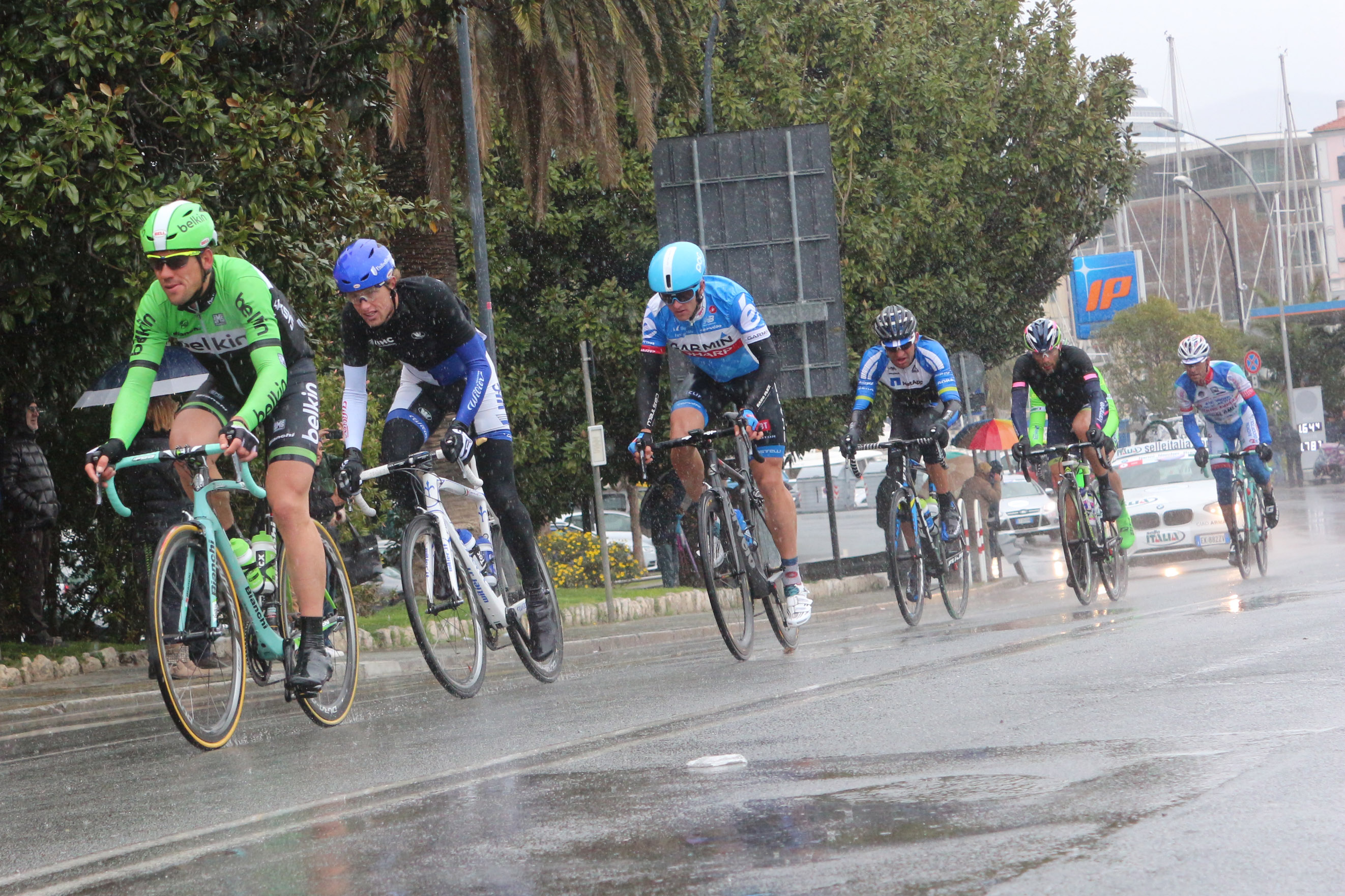
Les sept échappés (Maarten Tjallingii, Marc de Maar, Nathan Haas, Jan Bárta, Matteo Bono, Nicola Boem et Antonio Parrinello)

Sept coureurs forment « l'échappée matinale », partie peu après le départ de la course : Jan Bárta (Netapp-Endura), Nicola Boem (Bardiani CSF), Matteo Bono (Lampre-Merida), Nathan Haas (Garmin-Sharp), Marc de Maar (UnitedHealthCare), Antonio Parrinello (Androni Giocattoli) et Maarten Tjallingii (Belkin). Leur avance atteint 11 minutes. La poursuite du peloton est menée par l'équipe Cannondale. Au Capo Mele, à 60 km de l'arrivée, le groupe de tête ne compte plus que cinq coureurs, Boem n'ayant pu suivre et Haas ayant subi une crevaison, et son avance est réduite à six minutes. Au Capo Berta, ils ne sont plus que trois, avec trois minutes d'avance.
Dans la Cipressa, Nibali attaque à 25 km de l'arrivée. Il rattrape et distance Bono, puis les 2 derniers coureurs restés en tête, Tjallingii et De Maar. À 15 kilomètres de San Remo, Nibali est suivi de près par Tjallingii et a 49 secondes d'avance. Les équipes Sky puis Lotto mènent la poursuite derrière lui. Il est repris au début de l'ascension du Poggio. Plusieurs attaques s'y succèdent, mais aucun coureur ne parvient à sortir. La plupart des sprinters sont parvenus à rester dans ce groupe. Seuls Démare, lâché dans cette dernière ascension, et Degenkolb, victime d'une crevaison, ne peuvent prendre part au sprint final.
Dans le final, Luca Paolini (Katusha) effectue un travail important en tête du groupe d'une trentaine de coureurs, qui s'apprêtent à se disputer la victoire.
Le Norvégien Alexander Kristoff (Katusha) s'impose au sprint, nettement devant le Suisse Fabian Cancellara (Trek Factory Racing) et le Britannique Ben Swift (Sky),,,,,,,,.
Kristoff devient le premier Norvégien à remporter un « monument » du cyclisme. Sa victoire, considérée comme une surprise, intervient après plusieurs années de progression, une médaille de bronze aux Jeux olympiques de 2012, plusieurs places d'honneur lors de classiques en 2013 (3e de la Vattenfall Cyclassics, 4e du Tour des Flandres, 8e de Milan-San Remo, 9e de Paris-Roubaix).

## Classement final
|    | Coureur            | Pays        | Équipe                  |    | Temps           | Points UCI |
| -- | ------------------ | ----------- | ----------------------- | -- | --------------- | ---------- |
| 1  | Alexander Kristoff | Norvège     | Katusha                 | en | 6 h 55 min 56 s | 100        |
| 2  | Fabian Cancellara  | Suisse      | Trek Factory Racing     | +  | m.t             | 80         |
| 3  | Ben Swift          | Royaume-Uni | Sky                     |    | m.t             | 70         |
| 4  | Juan José Lobato   | Espagne     | Movistar                |    | m.t             | 60         |
| 5  | Mark Cavendish     | Royaume-Uni | Omega Pharma-Quick Step |    | m.t             | 50         |
| 6  | Sonny Colbrelli    | Italie      | Bardiani CSF            |    | m.t             | -          |
| 7  | Zdeněk Štybar      | Tchéquie    | Omega Pharma-Quick Step |    | m.t             | 30         |
| 8  | Sacha Modolo       | Italie      | Lampre-Merida           |    | m.t             | 20         |
| 9  | Gerald Ciolek      | Allemagne   | MTN-Qhubeka             |    | m.t             | -          |
| 10 | Peter Sagan        | Slovaquie   | Cannondale              |    | m.t             | 4          |

## Liste des participants
- Liste de départ complète

| Légende | Légende                                                                    | Légende | Légende                                                    |
| ------- | -------------------------------------------------------------------------- | ------- | ---------------------------------------------------------- |
| Num     | Dossard de départ porté par le coureur sur ce Milan-San Remo               | Pos     | Position à l'arrivée de la course                          |
|         | Indique un maillot de champion national ou mondial, suivi de sa spécialité | NP      | Indique un coureur qui n'a pas pris le départ de la course |
| AB      | Indique un coureur qui n'a pas terminé la course                           | HD      | Indique un coureur qui a terminé la course hors des délais |

| MTN-Qhubeka MTN | MTN-Qhubeka MTN              | MTN-Qhubeka MTN |
| --------------- | ---------------------------- | --------------- |
| Num             | Coureur                      | Pos             |
| 1               | Gerald Ciolek (GER)          | 9e              |
| 2               | Merhawi Kudus (ERI)          | 104e            |
| 3               | Ignatas Konovalovas (LTU)    | AB              |
| 4               | Louis Meintjes (RSA) (Route) | AB              |
| 5               | Kristian Sbaragli (ITA)      | 50e             |
| 6               | Daniel Teklehaimanot (ERI)   | AB              |
| 7               | Jay Robert Thomson (RSA)     | AB              |
| 8               | Jacobus Venter (RSA)         | 88e             |

| AG2R La Mondiale ALM | AG2R La Mondiale ALM      | AG2R La Mondiale ALM |
| -------------------- | ------------------------- | -------------------- |
| Num                  | Coureur                   | Pos                  |
| 11                   | Rinaldo Nocentini (ITA)   | 47e                  |
| 12                   | Davide Appollonio (ITA)   | 28e                  |
| 13                   | Guillaume Bonnafond (FRA) | 112e                 |
| 14                   | Steve Chainel (FRA)       | AB                   |
| 15                   | Patrick Gretsch (GER)     | AB                   |
| 16                   | Hugo Houle (CAN)          | 114e                 |
| 17                   | Lloyd Mondory (FRA)       | 40e                  |
| 18                   | Matteo Montaguti (ITA)    | AB                   |

| Androni Giocattoli-Venezuela AND | Androni Giocattoli-Venezuela AND | Androni Giocattoli-Venezuela AND |
| -------------------------------- | -------------------------------- | -------------------------------- |
| Num                              | Coureur                          | Pos                              |
| 21                               | Franco Pellizotti (ITA)          | 63e                              |
| 22                               | Manuel Belletti (ITA)            | 64e                              |
| 23                               | Omar Bertazzo (ITA)              | AB                               |
| 24                               | Marco Frapporti (ITA)            | AB                               |
| 25                               | Antonio Parrinello (ITA)         | AB                               |
| 26                               | Diego Rosa (ITA)                 | 66e                              |
| 27                               | Kenny van Hummel (NED)           | 106e                             |
| 28                               | Gianfranco Zilioli (ITA)         | AB                               |

| Astana AST | Astana AST              | Astana AST |
| ---------- | ----------------------- | ---------- |
| Num        | Coureur                 | Pos        |
| 31         | Vincenzo Nibali (ITA)   | 44e        |
| 32         | Borut Božič (SLO)       | 74e        |
| 33         | Enrico Gasparotto (ITA) | AB         |
| 34         | Francesco Gavazzi (ITA) | AB         |
| 35         | Andriy Grivko (UKR)     | 51e        |
| 36         | Andrea Guardini (ITA)   | AB         |
| 37         | Maxim Iglinskiy (KAZ)   | AB         |
| 38         | Alexey Lutsenko (KAZ)   | AB         |

| Bardiani CSF BAR | Bardiani CSF BAR       | Bardiani CSF BAR |
| ---------------- | ---------------------- | ---------------- |
| Num              | Coureur                | Pos              |
| 41               | Enrico Barbin (ITA)    | AB               |
| 42               | Enrico Battaglin (ITA) | 43e              |
| 43               | Nicola Boem (ITA)      | AB               |
| 44               | Marco Canola (ITA)     | AB               |
| 45               | Sonny Colbrelli (ITA)  | 6e               |
| 46               | Marco Coledan (ITA)    | 97e              |
| 47               | Filippo Fortin (ITA)   | AB               |
| 48               | Stefano Pirazzi (ITA)  | AB               |

| Belkin BEL | Belkin BEL                 | Belkin BEL |
| ---------- | -------------------------- | ---------- |
| Num        | Coureur                    | Pos        |
| 51         | Bauke Mollema (NED)        | 37e        |
| 52         | Rick Flens (NED)           | 108e       |
| 53         | Jonathan Hivert (FRA)      | AB         |
| 54         | Tom Leezer (NED)           | 31e        |
| 55         | Lars Petter Nordhaug (NOR) | 15e        |
| 56         | Maarten Tjallingii (NED)   | 41e        |
| 57         | Jos van Emden (NED)        | 84e        |
| 58         | Robert Wagner (GER)        | 81e        |

| BMC Racing BMC | BMC Racing BMC              | BMC Racing BMC |
| -------------- | --------------------------- | -------------- |
| Num            | Coureur                     | Pos            |
| 61             | Philippe Gilbert (BEL)      | 13e            |
| 62             | Thor Hushovd (NOR) (Route)  | 56e            |
| 63             | Klaas Lodewyck (BEL)        | 79e            |
| 64             | Manuel Quinziato (ITA)      | 48e            |
| 65             | Michael Schär (SUI) (Route) | AB             |
| 66             | Greg Van Avermaet (BEL)     | 25e            |
| 67             | Peter Velits (SVK)          | AB             |
| 68             | Danilo Wyss (SUI)           | AB             |

| Cannondale CAN | Cannondale CAN             | Cannondale CAN |
| -------------- | -------------------------- | -------------- |
| Num            | Coureur                    | Pos            |
| 71             | Peter Sagan (SVK) (Route)  | 10e            |
| 72             | Maciej Bodnar (POL)        | AB             |
| 73             | Damiano Caruso (ITA)       | AB             |
| 74             | Alessandro De Marchi (ITA) | 62e            |
| 75             | Oscar Gatto (ITA)          | 46e            |
| 76             | Marco Marcato (ITA)        | 61e            |
| 77             | Alan Marangoni (ITA)       | AB             |
| 78             | Paolo Longo Borghini (ITA) | AB             |

| FDJ.fr FDJ | FDJ.fr FDJ                  | FDJ.fr FDJ |
| ---------- | --------------------------- | ---------- |
| Num        | Coureur                     | Pos        |
| 81         | Arnaud Démare (FRA)         | 34e        |
| 82         | William Bonnet (FRA)        | AB         |
| 83         | David Boucher (FRA)         | 101e       |
| 84         | Mickaël Delage (FRA)        | 60e        |
| 85         | Matthieu Ladagnous (FRA)    | 85e        |
| 86         | Johan Le Bon (FRA)          | 82e        |
| 87         | Yoann Offredo (FRA)         | 16e        |
| 88         | Arthur Vichot (FRA) (Route) | AB         |

| Garmin-Sharp GRS | Garmin-Sharp GRS           | Garmin-Sharp GRS |
| ---------------- | -------------------------- | ---------------- |
| Num              | Coureur                    | Pos              |
| 91               | Jack Bauer (NZL)           | 55e              |
| 92               | Nathan Haas (AUS)          | AB               |
| 93               | Sebastian Langeveld (NED)  | 14e              |
| 94               | David Millar (GBR)         | AB               |
| 95               | Ramūnas Navardauskas (LTU) | 11e              |
| 96               | Tom-Jelte Slagter (NED)    | 105e             |
| 97               | Johan Vansummeren (BEL)    | 98e              |
| 98               | Fabian Wegmann (GER)       | 27e              |

| IAM | IAM                     | IAM |
| --- | ----------------------- | --- |
| Num | Coureur                 | Pos |
| 101 | Sylvain Chavanel (FRA)  | 21e |
| 102 | Stefan Denifl (AUT)     | AB  |
| 103 | Martin Elmiger (SUI)    | AB  |
| 104 | Heinrich Haussler (AUS) | 68e |
| 105 | Sébastien Hinault (FRA) | 72e |
| 106 | Matteo Pelucchi (ITA)   | AB  |
| 107 | Roger Kluge (GER)       | 93e |
| 08  | Thomas Lövkvist (SWE)   | AB  |

| Lampre-Merida LAM | Lampre-Merida LAM         | Lampre-Merida LAM |
| ----------------- | ------------------------- | ----------------- |
| Num               | Coureur                   | Pos               |
| 111               | Filippo Pozzato (ITA)     | 30e               |
| 112               | Matteo Bono (ITA)         | AB                |
| 113               | Davide Cimolai (ITA)      | 22e               |
| 114               | Maximiliano Richeze (ARG) | 83e               |
| 115               | Sacha Modolo (ITA)        | 8e                |
| 116               | Manuele Mori (ITA)        | AB                |
| 117               | Diego Ulissi (ITA)        | AB                |
| 118               | Luca Wackermann (ITA)     | AB                |

| Lotto-Belisol LTB | Lotto-Belisol LTB           | Lotto-Belisol LTB |
| ----------------- | --------------------------- | ----------------- |
| Num               | Coureur                     | Pos               |
| 121               | André Greipel (GER) (Route) | 24e               |
| 122               | Lars Ytting Bak (DEN)       | AB                |
| 123               | Tony Gallopin (FRA)         | 35e               |
| 124               | Adam Hansen (AUS)           | 42e               |
| 125               | Pim Ligthart (NED)          | AB                |
| 126               | Jürgen Roelandts (BEL)      | 23e               |
| 127               | Marcel Sieberg (GER)        | 92e               |
| 128               | Jelle Vanendert (BEL)       | AB                |

| Movistar MOV | Movistar MOV             | Movistar MOV |
| ------------ | ------------------------ | ------------ |
| Num          | Coureur                  | Pos          |
| 131          | Andrey Amador (CRC)      | AB           |
| 132          | Juan José Lobato (ESP)   | 4e           |
| 133          | Dayer Quintana (COL)     | 58e          |
| 134          | José Joaquín Rojas (ESP) | AB           |
| 135          | Enrique Sanz (ESP)       | AB           |
| 136          | Sylvester Szmyd (POL)    | 103e         |
| 137          | Jasha Sütterlin (GER)    | AB           |
| 138          | Francisco Ventoso (ESP)  | 17e          |

| Omega Pharma-Quick Step OPQ | Omega Pharma-Quick Step OPQ      | Omega Pharma-Quick Step OPQ |
| --------------------------- | -------------------------------- | --------------------------- |
| Num                         | Coureur                          | Pos                         |
| 141                         | Mark Cavendish (GBR) (Route)     | 5e                          |
| 142                         | Jan Bakelants (BEL)              | 45e                         |
| 143                         | Iljo Keisse (BEL)                | AB                          |
| 144                         | Michał Kwiatkowski (POL) (Route) | AB                          |
| 145                         | Alessandro Petacchi (ITA)        | AB                          |
| 146                         | Mark Renshaw (AUS)               | AB                          |
| 147                         | Zdeněk Štybar (CZE)              | 7e                          |
| 148                         | Matteo Trentin (ITA)             | AB                          |

| Orica-GreenEDGE OGE | Orica-GreenEDGE OGE    | Orica-GreenEDGE OGE |
| ------------------- | ---------------------- | ------------------- |
| Num                 | Coureur                | Pos                 |
| 151                 | Brett Lancaster (AUS)  | AB                  |
| 152                 | Simon Clarke (AUS)     | 100e                |
| 153                 | Luke Durbridge (AUS)   | 94e                 |
| 154                 | Mathew Hayman (AUS)    | AB                  |
| 155                 | Daryl Impey (RSA)      | 49e                 |
| 156                 | Jens Keukeleire (BEL)  | AB                  |
| 157                 | Michael Matthews (AUS) | 78e                 |
| 158                 | Svein Tuft (CAN)       | 89e                 |

| Europcar EUC | Europcar EUC                  | Europcar EUC |
| ------------ | ----------------------------- | ------------ |
| Num          | Coureur                       | Pos          |
| 161          | Yukiya Arashiro (JPN) (Route) | 95e          |
| 162          | Bryan Coquard (FRA)           | AB           |
| 163          | Jérôme Cousin (FRA)           | AB           |
| 164          | Tony Hurel (FRA)              | AB           |
| 165          | Vincent Jérôme (FRA)          | AB           |
| 166          | Bryan Nauleau (FRA)           | AB           |
| 167          | Alexandre Pichot (FRA)        | 26e          |
| 168          | Björn Thurau (GER)            | AB           |

| Giant-Shimano GIA | Giant-Shimano GIA                 | Giant-Shimano GIA |
| ----------------- | --------------------------------- | ----------------- |
| Num               | Coureur                           | Pos               |
| 171               | John Degenkolb (GER)              | 39e               |
| 172               | Roy Curvers (NED)                 | 90e               |
| 173               | Koen de Kort (NED)                | 80e               |
| 174               | Dries Devenyns (BEL)              | 86e               |
| 175               | Simon Geschke (GER)               | 54e               |
| 176               | Reinardt Janse van Rensburg (RSA) | 73e               |
| 177               | Tom Stamsnijder (NED)             | AB                |
| 178               | Albert Timmer (NED)               | AB                |

| Katusha KAT | Katusha KAT                 | Katusha KAT |
| ----------- | --------------------------- | ----------- |
| Num         | Coureur                     | Pos         |
| 181         | Alexander Kristoff (NOR)    | 1er         |
| 182         | Pavel Brutt (RUS)           | 76e         |
| 183         | Vladimir Gusev (RUS)        | AB          |
| 184         | Alexandr Kolobnev (RUS)     | AB          |
| 185         | Aliaksandr Kuschynski (BLR) | 75e         |
| 186         | Luca Paolini (ITA)          | 33e         |
| 187         | Gatis Smukulis (LAT)        | AB          |
| 188         | Ángel Vicioso (ESP)         | AB          |

| NetApp-Endura TNE | NetApp-Endura TNE       | NetApp-Endura TNE |
| ----------------- | ----------------------- | ----------------- |
| Num               | Coureur                 | Pos               |
| 191               | Jan Bárta (CZE) (Route) | 91e               |
| 192               | Cesare Benedetti (ITA)  | 67e               |
| 193               | Iker Camaño (ESP)       | AB                |
| 194               | David de la Cruz (ESP)  | AB                |
| 195               | Zakkari Dempster (AUS)  | AB                |
| 196               | Bartosz Huzarski (POL)  | 102e              |
| 197               | Erick Rowsell (GBR)     | AB                |
| 198               | Paul Voss (GER)         | AB                |

| Sky SKY | Sky SKY                    | Sky SKY |
| ------- | -------------------------- | ------- |
| Num     | Coureur                    | Pos     |
| 201     | Edvald Boasson Hagen (NOR) | 29e     |
| 202     | Dario Cataldo (ITA)        | AB      |
| 203     | Bernhard Eisel (AUT)       | 65e     |
| 204     | Christian Knees (GER)      | AB      |
| 205     | Salvatore Puccio (ITA)     | 12e     |
| 206     | Gabriel Rasch (NOR)        | AB      |
| 207     | Ben Swift (GBR)            | 3e      |
| 208     | Geraint Thomas (GBR)       | AB      |

| Tinkoff-Saxo TCS | Tinkoff-Saxo TCS              | Tinkoff-Saxo TCS |
| ---------------- | ----------------------------- | ---------------- |
| Num              | Coureur                       | Pos              |
| 211              | Daniele Bennati (ITA)         | 18e              |
| 212              | Christopher Juul Jensen (DEN) | 107e             |
| 213              | Roman Kreuziger (CZE)         | AB               |
| 214              | Karsten Kroon (NED)           | 99e              |
| 215              | Michael Mørkøv (DEN) (Route)  | AB               |
| 216              | Nicolas Roche (ITA)           | 71e              |
| 217              | Nicki Sørensen (DEN)          | 32e              |
| 218              | Nikolay Trusov (RUS)          | 69e              |

| Trek Factory Racing TFR | Trek Factory Racing TFR       | Trek Factory Racing TFR |
| ----------------------- | ----------------------------- | ----------------------- |
| Num                     | Coureur                       | Pos                     |
| 221                     | Fabian Cancellara (SUI)       | 2e                      |
| 222                     | Eugenio Alafaci (ITA)         | 113e                    |
| 223                     | Laurent Didier (LUX)          | 111e                    |
| 224                     | Fabio Felline (ITA)           | 20e                     |
| 225                     | Bob Jungels (LUX) (Route)     | 87e                     |
| 226                     | Yaroslav Popovych (UKR)       | 52e                     |
| 227                     | Grégory Rast (SUI)            | 19e                     |
| 228                     | Hayden Roulston (NZL) (Route) | 70e                     |

| UnitedHealthcare UHC | UnitedHealthcare UHC     | UnitedHealthcare UHC |
| -------------------- | ------------------------ | -------------------- |
| Num                  | Coureur                  | Pos                  |
| 231                  | Alessandro Bazzana (ITA) | 96e                  |
| 232                  | Marc de Maar (NED)       | 53e                  |
| 233                  | Lucas Euser (USA)        | AB                   |
| 234                  | Robert Förster (GER)     | 57e                  |
| 235                  | Davide Frattini (ITA)    | AB                   |
| 236                  | Christopher Jones (USA)  | 109e                 |
| 237                  | Martijn Maaskant (NED)   | 38e                  |
| 238                  | Kiel Reijnen (USA)       | 77e                  |

| Neri Sottoli NRI | Neri Sottoli NRI        | Neri Sottoli NRI |
| ---------------- | ----------------------- | ---------------- |
| Num              | Coureur                 | Pos              |
| 241              | Rafael Andriato (BRA)   | 110e             |
| 242              | Francesco Chicchi (ITA) | 59e              |
| 243              | Daniele Colli (ITA)     | AB               |
| 244              | Francesco Failli (ITA)  | AB               |
| 245              | Mauro Finetto (ITA)     | 36e              |
| 246              | Simone Ponzi (ITA)      | AB               |
| 247              | Matteo Rabottini (ITA)  | AB               |
| 248              | Fabio Taborre (ITA)     | AB               |